# Laufener Hütte
Die Laufener Hütte ist eine Selbstversorgerhütte der Sektion Laufen des Deutschen Alpenvereins. Sie liegt auf 1726 m ü. A. Höhe im Tennengebirge am Fuß des Fritzerkogels im Salzburger Land in Österreich. Sie ist ein wichtiger Stützpunkt für zahlreiche Kletterrouten, Rundtouren und Überschreitungen sowie für Wanderungen auf dem Hochplateau des Tennengebirges, und Skitouren.

## Geschichte und technische Anlagen
Die Laufener Hütte wurde in den Jahren 1925 und 1926 vom Deutschen und Österreichischen Alpenverein erbaut. Erstmals erweitert wurde sie 1952 bis 1955. Ihr heutiges Aussehen erhielt sie in den Jahren 1997 bis 2000, in dieser Zeit wurde die Hütte aufwendig renoviert, an- und umgebaut. Außerdem wurde die Energieversorgung der Hütte auf den technisch neuesten Stand gebracht:
- Solare Warmwasseranlage mit einer Fläche von 10,8 m² und einem Speichervolumen von 800 Liter
- Photovoltaikanlage mit einer Gesamtleistung 1760 W, Spannung 24 V, Wechselrichter 230 V, Nennkapazität 800 Ah
- Blockheizkraftwerk, betrieben mit Pflanzenöl, elektrische Leistung 10 kVA, thermische Leistung 21 kW, Wirkungsgrad ca. 87 %

## Zugänge
- Von Abtenau (715 m) auf dem Hüttenweg über die Wandalm in einer Gehzeit von 3½ Stunden.
- Von der Karalm (1000 m) auf dem Hüttenweg über die Wandalm in einer Gehzeit von 2½ Stunden.
- Von Spießhof, Sankt Martin-Lammertal, bei Lungötz, (965 m) über den Scharfen Steig in einer Gehzeit von 3½ Stunden.

## Übergänge
- Söldenhütte (ehemals Dr.-Heinrich-Hackel-Hütte) (1531 m) über Tennkessel, Bleikogel und Tauernscharte in einer Gehzeit von 5 Stunden.
- Edelweißerhütte (2350 m) über Tennkessel, Bleikogel und Wengerscharte in einer Gehzeit von 6 Stunden.
- Leopold-Happisch-Haus (1925 m) über Tennkessel, Bleikogel und Wengerscharte in einer Gehzeit von 7 Stunden.
- Gsengalmhütte (1450 m) über Tagweide und Firstsattel in einer Gehzeit von 3½ Stunden.
- Gwechenberghütte (1365 m) über Tagweide und Firstsattel in einer Gehzeit von 3½ Stunden.

## Gipfelbesteigungen
- Tagweide (2128 m), mittel, Gehzeit: 1½ Stunden
- Hochkarfelderkopf (2219 m) über Edelweißscharte, leicht, Gehzeit: 2 Stunden
- Hochkarfelderkopf (2219 m) über Tagweide, schwierig, Gehzeit: 2½ Stunden
- Edelweißkogel (2030 m) über Edelweißscharte, leicht, Gehzeit: 1 Stunde
- Fritzerkogel (2360 m) 
  - über Ostgrat, mittel, Gehzeit: 2 Stunden
  - über Tennkessel, mittel, Gehzeit: 2½ Stunden
- Bleikogel (2412 m) über Tennkessel und Westflanke, Gehzeit: 3 Stunden

## Klettergarten
In der Nähe der Laufener Hütte gibt es einen Klettergarten. Zurzeit existieren drei Sektoren mit 22 Routen vom unteren 3. bis zum unteren 7. Schwierigkeitsgrad nach UIAA.

## Ansichten

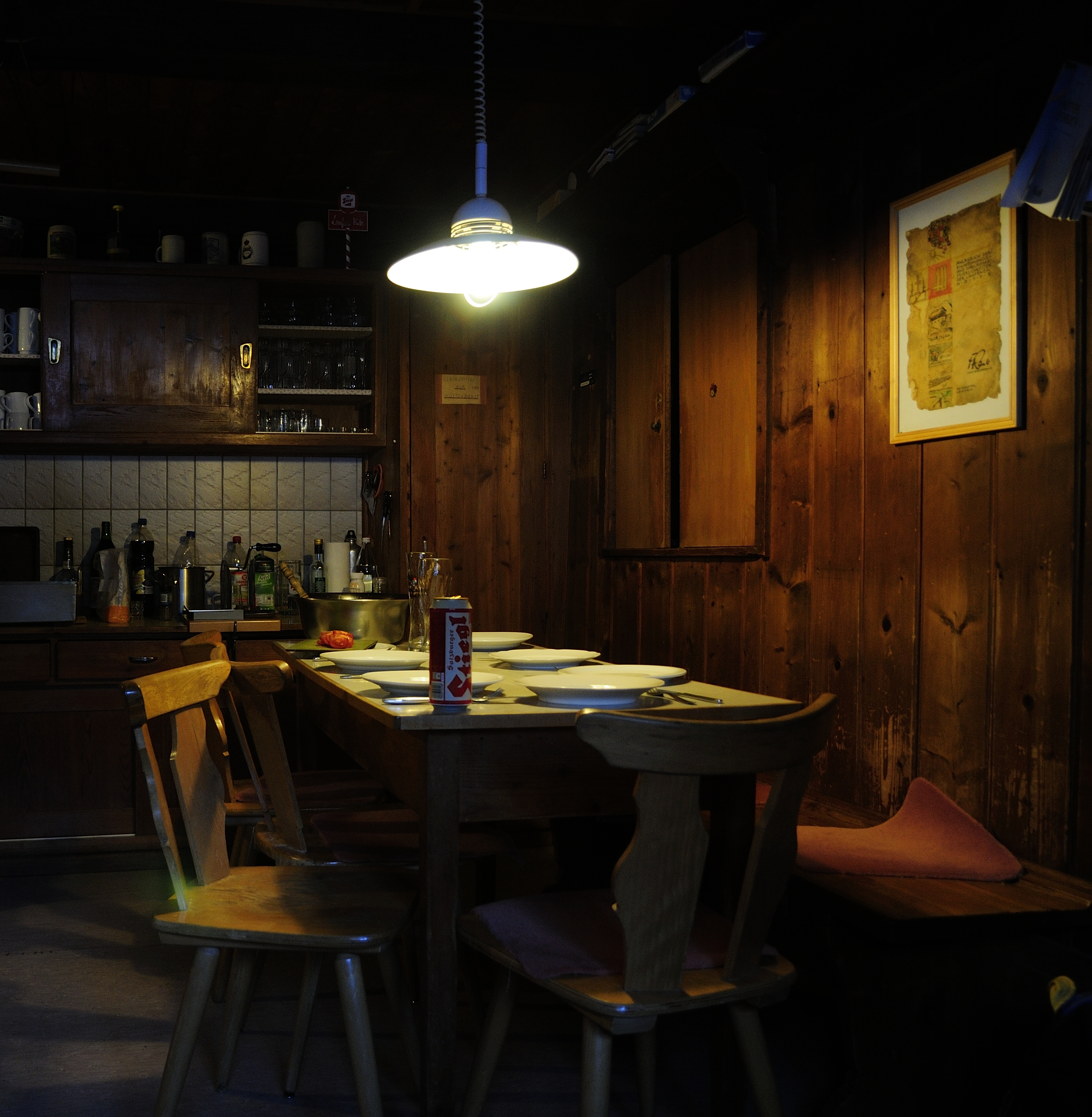
Küche
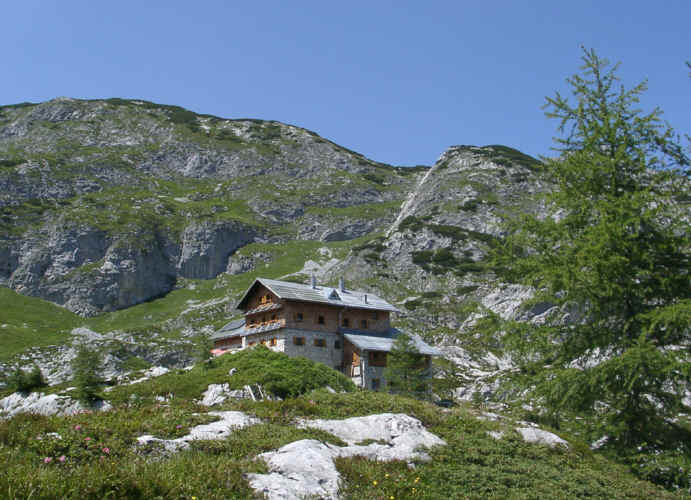
Hütte von der Wasserstelle
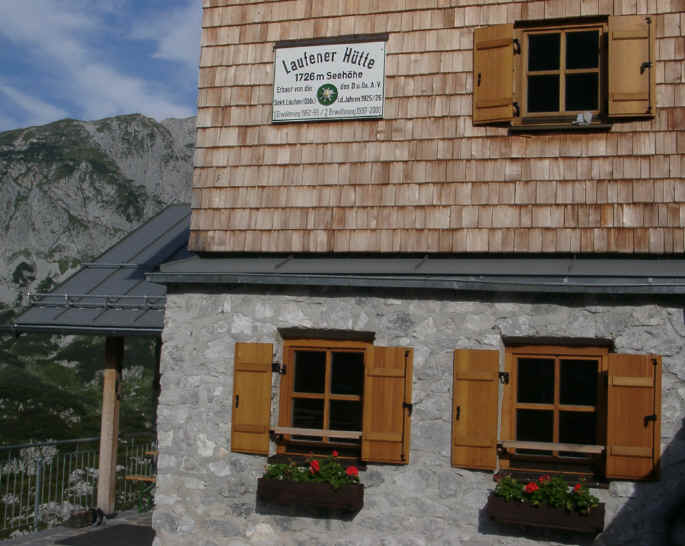
Eingangsseite
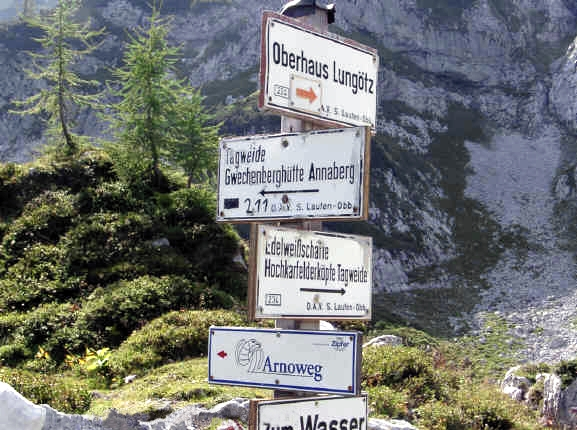
Wegweiser nahe der Hütte
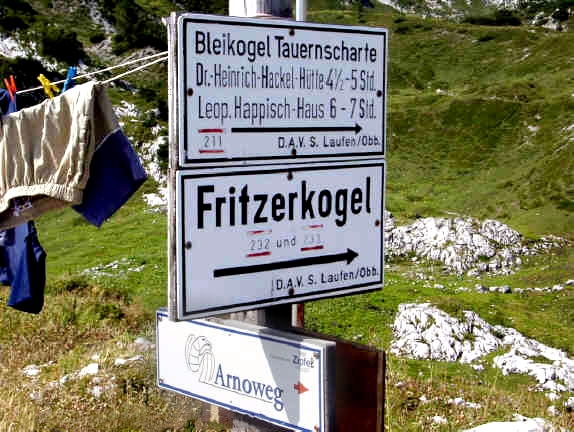
Wegweiser nahe der Hütte